# Alexandre Auguste Joubert-Bonnaire
Pour les articles homonymes, voir Joubert et Bonnaire.
Alexandre Auguste Joubert-Bonnaire (1775-1859) est un maire d’Angers, industriel du textile.

## Biographie
Alexandre Auguste Joubert-Bonnaire est né le 23 mars 1775. Il fut un riche négociant, industriel manufacturier, issu d'une famille noble et ancienne originaire de l'Île de Noirmoutier. Cette famille vendéenne fit souche en Anjou. Il est le fils du député de Maine-et-Loire et ancien maire d'Angers Joseph François Joubert-Bonnaire. Il eut de nombreux frères et sœurs parmi lesquels Joseph-Pierre Joubert-Bonnaire.
En 1812, le 14 avril, il épousa à Paris, Rose Devillede Noailly (fille de Nicolas Deville de Noailly Fermier général (1750-1794) et de Marie-Catherine Nicaise des Roches).
Ils eurent quatre enfants :
- Lucile Joséphine Joubert-Bonnaire 1813-1898
- Achille Alexandre Joubert-Bonnaire 1814-1883
- Camille Rose Joubert-Bonnaire née en 1817
- Ambroise Jules Joubert-Bonnaire 1829-1890

Alexandre Auguste Joubert-Bonnaire fut élu maire d'Angers le 2 août 1830 pour un mandat municipal de deux ans, qu'il acheva en décembre 1832.
Il fut à l'origine d'un certain nombre d'aménagements urbains dans la capitale de l'Anjou. Il fit prolonger le quai Ligny donnant sur la Maine. Il continua les grands travaux de voirie notamment l’achèvement du boulevard des Lices.
En 1831, il devint conseiller général du département de Maine-et-Loire. La même année, il fut fait chevalier de la Légion d'honneur.
Alexandre Auguste Joubert-Bonnaire meurt le 11 mai 1859 à Angers. Il est enterré au cimetière de l'Est à Angers.